# Fadrique Álvarez de Toledo y Enriquez de Guzmán
Fadrique Álvarez de Toledo y Enríquez de Guzmán, 4º Duque de Alba, Grande da Espanha, (na íntegra, em castelhano:  Dom Fadrique Álvarez de Toledo e Enríquez de Guzmán, quarto Duque de Alba de Tormes, Duque de Huéscar, Marquês de Coria, Señor del estado de Valdecorneja, Comendador Mayor de la Orden de Calatrava), (21 de novembro de 1537 – 3 de setembro de 1585), foi comandante do exército espanhol durante a Guerra dos Oitenta Anos.

## Biografia
Ele foi o primeiro filho legítimo de Fernando Álvarez de Toledo, 3º Duque de Alba, e se tornou o quarto duque após a morte de seu pai. Seus títulos incluíam Duque de Huéscar, Marquês de Coria e Comendador Maior na Ordem de Calatrava.
Ele teve dois casamentos curtos: em 1555 com Guiomar de Aragón (falecida em 1557), filha de Alfonso de Aragón, Duque de Segorbe, e em 1562 com María Josefa Pimentel y Girón (falecida em 1566), filha de Antonio Alonso Pimentel y Herrera de Velasco, III duque de Benavente.
Entre 1557 e 1558 ele ocasionalmente substituiu seu pai durante suas ausências na posição de vice-rei de Nápoles.
Em 1566, Fadrique tinha  prometido casar-se com Magdalena de Guzman, dama da corte da Rainha Isabel de Valois, mas resistiu a isso, custando-lhe detenção e encarceramento no Castelo da Mota, Medina del Campo, Valladolid.
No ano seguinte, Fadrique foi libertado em troca de prestar serviço militar durante três anos na fronteira com Orã e ficar exilado da corte por mais três anos. No entanto, em abril de 1568, encontrando-se em Múrcia à espera de embarcar para Orã, Felipe II comutou essa punição por uma nova missão em Flandres, onde o seu pai era responsável pelos terços, na qualidade de governador dos Países Baixos espanhóis.
Dom Fadrique foi comandante das tropas espanholas durante a fase mais sangrenta da guerra na Holanda. Ele estava no comando das tropas espanholas que massacraram as populações de Mechelen, Zutphen e Naarden, bem como durante o custoso cerco de Haarlem. Em Mechelen, suas tropas foram autorizadas a pilhar, saquear e destruir por três dias. Essas e outras pilhagens foram mais tarde conhecidas na Europa como Fúria Espanhola.

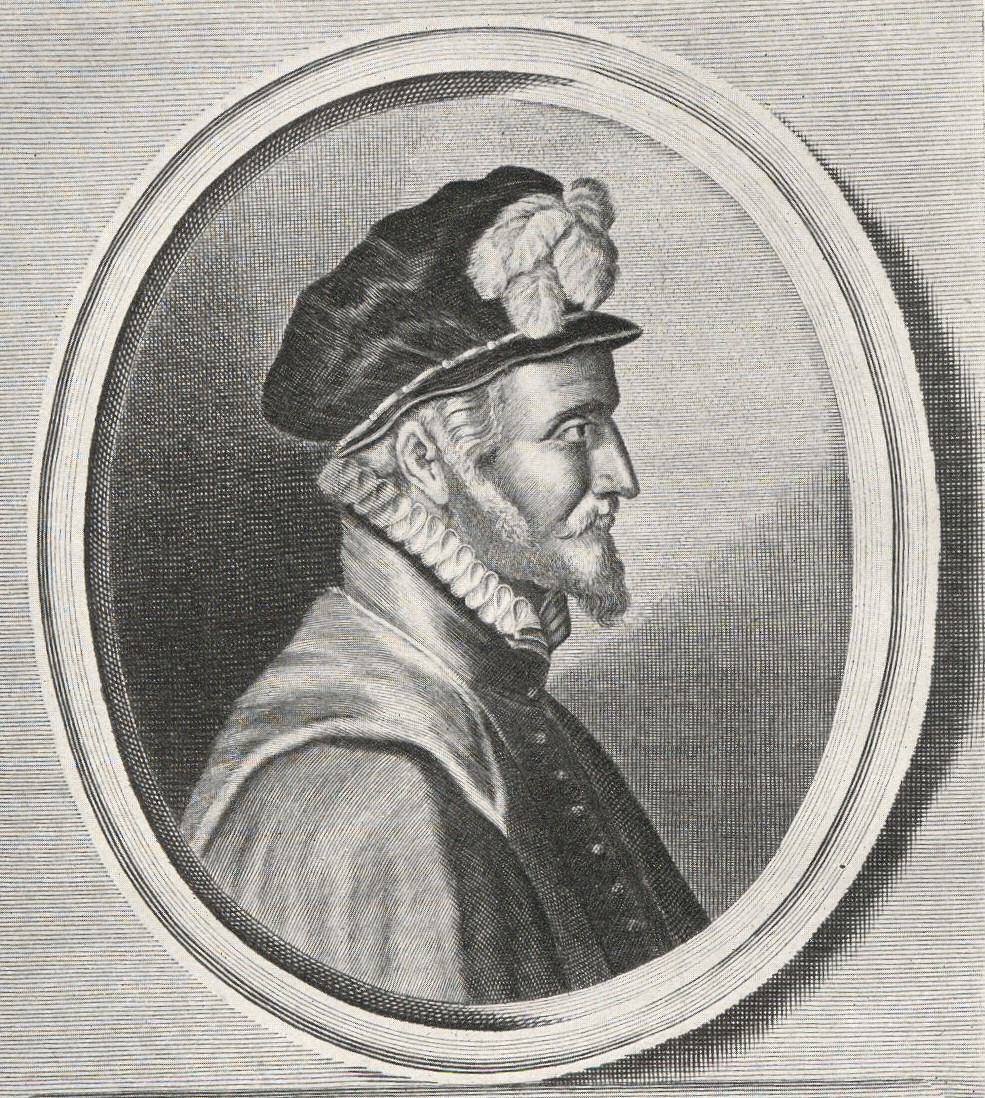
Dom Fadrique Álvarez de Toledo, 4º Duque de Alba.

Seu exército falhou no cerco de Alkmaar e ele teve que recuar. Seu pai, o Duque de Alba, não aprovou essa atitude, pois ele tinha medo da reputação de seu filho, que já não era boa com o rei Filipe II.
Em 1578, Filipe II ordenou a reabertura do processo contra Fadrique, durante o qual se descobriu que, para impedir o casamento com Magdalena de Guzmán, ele havia se casado secretamente por procuração com María de Toledo, filha de García Álvarez de Toledo, 4º Marquês de Villafranca del Bierzo, com a autorização de seu pai, o duque de Alba, em violação das disposições do rei. Fadrique foi novamente confinado no Castelo da Mota e seu pai foi banido da corte, de onde foi exilado para Uceda.
A saúde de Dom Fadrique piorou depois de 1573. Em face do seu mau estado de saúde e às precárias condições do seu confinamento, em maio de 1580 ele foi libertado da sua prisão, sob a condição de residir na localidade de Alba, de onde foi proibido de sair.
Da sua união com María de Toledo, ele teve um filho em 1582, Fernando Álvarez de Toledo y Álvarez de Toledo, VI Marquês de Coria, que faleceu nesse mesmo ano.
Ele foi duque entre 11 de dezembro de 1582 e 11 de dezembro de 1583, sendo sucedido em seus títulos de nobreza por seu sobrinho Antonio Álvarez de Toledo y Beaumont.

## Ancestrais
|  |                                                            |  |  |  |  |  |  |  |  |  |  |  |  |  |  |  |
|  | 8. Fadrique Álvarez de Toledo y Enríquez 2º Duque de Alba  |  |  |  |  |  |  |  |  |  |  |  |  |  |  |  |
|  |                                                            |  |  |  |  |  |  |  |  |  |  |  |  |  |  |  |
|  |                                                            |  |  |  |  |  |  |  |  |  |  |  |  |  |  |  |
|  | 4. García Álvarez de Toledo y Zúñiga                       |  |  |  |  |  |  |  |  |  |  |  |  |  |  |  |
|  |                                                            |  |  |  |  |  |  |  |  |  |  |  |  |  |  |  |
|  |                                                            |  |  |  |  |  |  |  |  |  |  |  |  |  |  |  |
|  | 9. Isabel de Zúñiga y Pimentel                             |  |  |  |  |  |  |  |  |  |  |  |  |  |  |  |
|  |                                                            |  |  |  |  |  |  |  |  |  |  |  |  |  |  |  |
|  |                                                            |  |  |  |  |  |  |  |  |  |  |  |  |  |  |  |
|  | 2. Fernando Álvarez de Toledo y Pimentel 3º Duque de Alba  |  |  |  |  |  |  |  |  |  |  |  |  |  |  |  |
|  |                                                            |  |  |  |  |  |  |  |  |  |  |  |  |  |  |  |
|  |                                                            |  |  |  |  |  |  |  |  |  |  |  |  |  |  |  |
|  | 10. Rodrigo Alonso Pimentel Duke of Benavente              |  |  |  |  |  |  |  |  |  |  |  |  |  |  |  |
|  |                                                            |  |  |  |  |  |  |  |  |  |  |  |  |  |  |  |
|  |                                                            |  |  |  |  |  |  |  |  |  |  |  |  |  |  |  |
|  | 5. Beatriz Pimentel                                        |  |  |  |  |  |  |  |  |  |  |  |  |  |  |  |
|  |                                                            |  |  |  |  |  |  |  |  |  |  |  |  |  |  |  |
|  |                                                            |  |  |  |  |  |  |  |  |  |  |  |  |  |  |  |
|  | 11. María Pacheco Lady of Villacidaler                     |  |  |  |  |  |  |  |  |  |  |  |  |  |  |  |
|  |                                                            |  |  |  |  |  |  |  |  |  |  |  |  |  |  |  |
|  |                                                            |  |  |  |  |  |  |  |  |  |  |  |  |  |  |  |
|  | 1. Fadrique Álvarez de Toledo y Enríquez de Guzmán         |  |  |  |  |  |  |  |  |  |  |  |  |  |  |  |
|  |                                                            |  |  |  |  |  |  |  |  |  |  |  |  |  |  |  |
|  |                                                            |  |  |  |  |  |  |  |  |  |  |  |  |  |  |  |
|  | 12. Enrique Enríquez                                       |  |  |  |  |  |  |  |  |  |  |  |  |  |  |  |
|  |                                                            |  |  |  |  |  |  |  |  |  |  |  |  |  |  |  |
|  |                                                            |  |  |  |  |  |  |  |  |  |  |  |  |  |  |  |
|  | 6. Diego Enríquez de Guzmán 3rd Count of Alba de Liste     |  |  |  |  |  |  |  |  |  |  |  |  |  |  |  |
|  |                                                            |  |  |  |  |  |  |  |  |  |  |  |  |  |  |  |
|  |                                                            |  |  |  |  |  |  |  |  |  |  |  |  |  |  |  |
|  | 13. Teresa Enríquez Lady of Villada                        |  |  |  |  |  |  |  |  |  |  |  |  |  |  |  |
|  |                                                            |  |  |  |  |  |  |  |  |  |  |  |  |  |  |  |
|  |                                                            |  |  |  |  |  |  |  |  |  |  |  |  |  |  |  |
|  | 3. María Enríquez de Guzmán y Toledo                       |  |  |  |  |  |  |  |  |  |  |  |  |  |  |  |
|  |                                                            |  |  |  |  |  |  |  |  |  |  |  |  |  |  |  |
|  |                                                            |  |  |  |  |  |  |  |  |  |  |  |  |  |  |  |
|  | 14. Fadrique Álvarez de Toledo y Enríquez 2º Duque de Alba |  |  |  |  |  |  |  |  |  |  |  |  |  |  |  |
|  |                                                            |  |  |  |  |  |  |  |  |  |  |  |  |  |  |  |
|  |                                                            |  |  |  |  |  |  |  |  |  |  |  |  |  |  |  |
|  | 7. Leonor Álvarez de Toledo y Zúñiga                       |  |  |  |  |  |  |  |  |  |  |  |  |  |  |  |
|  |                                                            |  |  |  |  |  |  |  |  |  |  |  |  |  |  |  |
|  |                                                            |  |  |  |  |  |  |  |  |  |  |  |  |  |  |  |
|  | 15. Isabel de Zúñiga y Pimentel                            |  |  |  |  |  |  |  |  |  |  |  |  |  |  |  |
|  |                                                            |  |  |  |  |  |  |  |  |  |  |  |  |  |  |  |
|  |                                                            |  |  |  |  |  |  |  |  |  |  |  |  |  |  |  |